# Sofía (telefilm)
Sofía és un telefilm de 2011 dirigit per Antonio Hernández Núñez i amb guió d'Antonio Hernández Centeno (basat en un guió d'Aurora Guerra i Aitor Gabilondo). El telefilm, emès en dues parts, narra la vida de la reina consort d'Espanya Sofia de Grècia.

## Repartiment
- Nadia de Santiago com a Sofia de Grècia.
- Jorge Suquet com a Joan Carles I.
- Juanjo Puigcorbé com a Joan de Borbó.[3]
- Emma Suárez com a Frederica de Hannover.
- Paloma Zavala com a Irene de Grècia.
- Yon González com a Constantí de Grècia.
- Eduardo McGregor com a Francisco Franco.
- Roberto Álvarez com a Pau I de Grècia.
- Charo Soriano com a Victòria Eugènia de Battenberg.
- Marina Almagro com l'infanta Elena.
- Christian Escribano com a Felip de Borbó.
- Paloma Bloyd com a Tatiana Radziwiłł.